# Водена ступица
Водена ступица (лат. Aldrovanda vesiculosa) једина је преостала биљка у роду голосеменица Aldrovanda породице росуљарки. Биљка хвата мале водене бескичмењаке користећи клопке сличне онима код венерине мухоловке. Водена ступица је једна од неколико биљака способних да праве хитре покрете.

## Опис
Водена ступица је вишегодишња водена, субмерзна или слободно пливајућа биљка без корена, са нитастом, једноставном, ретко гранатом стабљиком, дужине до 30 cm. Листова има од шест до девет и распоређени су у пршљеновима. Лисне дршке су широке, при основи међусобно срасле, а на врху се завршавају са четири до шест бодљастих чекиња које окружују лиску састављену од два полулоптаста дела која се закапају дуж централног нерва. Цветови су појединачни на дугим дршкама у пазуху листова са издужено јајастим чашичним листићима има пет. Круница је састављена од пет зеленкастих или бледозелених листића. Прашника има пет, а плод је лоптаста чаура која се на врху отвара са пет поклопаца и садржи до десет семена.

## Размножавање
Цвета од маја до јула, а начин опрашивања је аутогамија. Плодоноси од јуна до августа. Размножава се семенима или вегетативно турионима.

## Распрострањење
Водена ступица је широко али дисјунктно распрострањена врста у палеарктичкој области и палеотропском и аустралијском флористичком царству. Два највећа дела ареала налазе се у Европи на потезу од Атлантика до Урала и у јужној и југисточној Африци. Остали просторно мали и ограничени делови ареала налазе се у источној Кини, Јапану, Индокини и четири локалитета у Аустралији. У Европи је спорадично распрострањена, али је некада живела у скоро свим државама, изузев Енглеске и Скандинавије и крајњег југа потконтинента у Медитерану.

## Станиште
Настањује стајаће или споротекуће воде, најчешће у плићаку заједно са флотантним неукорењујућим хидрофитама из класе Lamnetea. Претежно насељава низијске водене басене који нагињу дистрофији. Водена ступица је субмерзна или флотантна неукорењујућа карниворна биљка која плива непосредно испод површине воде. Преживљава зимски период на дну водених базена као цела биљка или у виду туриона. Због тога ова врста претежно насељава топлије стајаће воде тропских региона, а у умереном појасу њено спорадично распрострањење условљено је одговарајућим стаништима која током зиме не мрзну до дна.

## Ботаничка историја
Водена ступица се први пут помиње 1696. године од стране Леонарда Плукенета, основано на сакупљањима из Индије. Он је назвао биљку Lenticula palustris Indica. Савремен ботанички назив потиче од Ђетана Лоренца Монтија, који је описао италијанске примерке 1747. године и назвао биљку Aldrovandia vesiculosa у част италијанског научника Улисеа Алдровандија. Када је Карл Лине објавио свој Species plantarum 1753. године, „i“ је испало из имена (очигледна ортографска грешка) да би створило савремени назив.

## Степен заштите у Србији
Водена ступица највероватније не насељава подручје Србије. Као природна реткост у Србији је била заштићена Законом (Службени гласник Републике Србије број 66/91, 83/92 и 50/93). У Србији се водила као ишчезла, али иако је поново откривена 2005. године у плавном подручју пашњака Ваљевац у Засавици приликом узорковања воде на дужини од 7 km уз обалу, у истраживањима из 2017. године није пронађен жив примерак. Вероватно је да је ишчезла још 2009. или 2010. године, а да је касније њено присуство у резервату погрешно пријављивано.
Мочварно станиште на Макишу, на коме је ова биљка расла у 19. и првој половини 20. века, је исушено. Помиње се и за Обедску бару, али тај налаз није потврђен од 1969. године упркос покушајима проналаска 1977. и 1991. године. Узрок ишчезавања из Обедске баре могло би бити масовно зарастање, ширење трске и иве, као и других емерзних биљака којима погодују општа еутрофикација, низак водостај, па чак и дуготрајно исушивање појединих барских окана услед поремећаја водног биланса између Обедске баре и Саве. Ипак, постоји могућност да је ова ретка водена биљка још увек опстала у појединим необраслим окнима Обедске баре, тим пре ако се има у виду да су, управо због обрастања, многа окна постала неприступачна и да нису скоро истраживана. Крајем 19. века забележена је на Блацком језеру које је данас већим делом обрасло емерзном вегетацијом. Истраживањима Блацког језера са краја 20. века није потврђено налазиште на овом подручју.